# Mariama N'Dour
Pour les articles homonymes, voir N'Dour.
Mariama N'Dour, née le 23 janvier 1978, est une gymnaste française spécialisée en tumbling.
Aux Championnats du monde de trampoline 1999, elle est médaillée d'argent de tumbling par équipe avec Mélanie Avisse, Chrystel Robert et Peggy Pachy.
Elle est sacrée championne d'Europe de tumbling par équipe en 2000 avec Marion Limbach, Mélanie Avisse et Chrystel Robert. 